# ARA Santa Cruz (S-41)
Pour les autres navires du même nom, voir ARA Santa Cruz.
Pour les articles homonymes, voir S-41.
Le ARA Santa Cruz (S-41) est un sous-marin d'attaque diesel-électrique, navire de tête de sa classe en service dans la Marine argentine.

## Historique

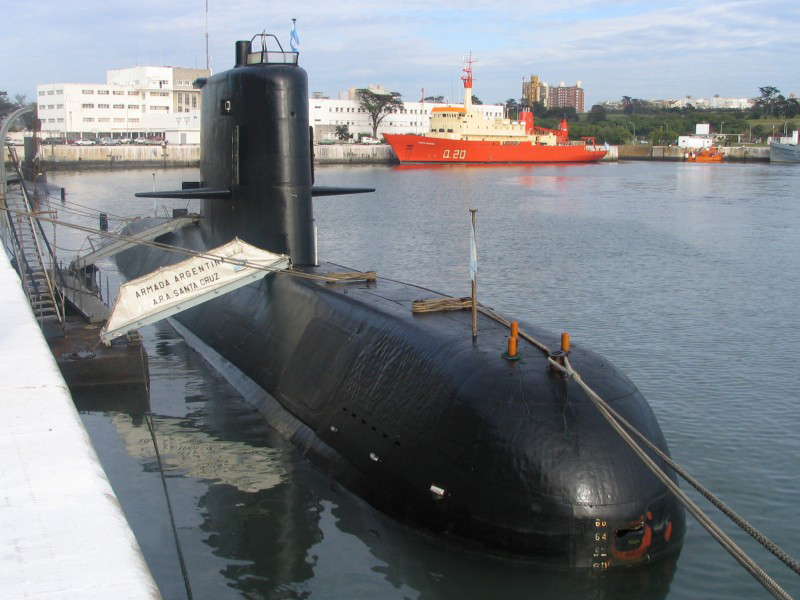
Le Santa Cruz à la base navale de Mar del Plata le 11 mai 2011.

Le Santa Cruz est construit par le chantier naval Nordseewerke d'Emden, en Allemagne. Il est mis en service le 18 octobre 1984,.
Entre septembre 1999 et 2001, il est modernisé à l'arsenal de Marinha, sur l'île des Cobras au Brésil. Les travaux ont impliqué le remplacement des moteurs, des batteries et du sonar.
Le 15 juin 2014 dans l'après-midi, le submersible s'est échoué à Buenos Aires (Dock Sud) à proximité du « Cruise no 3 », celui-ci a été remorqué sans dommages au chantier naval pour une maintenance.
En septembre 2016 est lancé un programme de rénovation en vue de la prolongation de la durée de service du submersible au chantier naval Tandanor à Buenos Aires, en Argentine. La modernisation comprend le remplacement des 960 batteries, la maintenance du périscope et du tube d'air, la révision des moteurs et la mise à niveau globale du système. 
Les travaux de rénovation sont interrompus le 15 novembre 2017 à la suite du naufrage de son sister-ship San Juan, afin de déterminer si la cause de l'incident était due à une défaillance qui pourrait se répéter sur celui-ci. Les travaux reprennent finalement en février 2019, pour une remise en service deux ans plus tard en 2021. Cependant, à la fin de 2020, le radoub du Santa Cruz est signalé comme annulé, laissant la marine sans sous-marin opérationnel,.